# Territorio de Egipto, Sudán y Sudán del Sur dependiente del patriarca de Antioquía de los melquitas
El territorio de Egipto, Sudán y Sudán del Sur (en árabe: الاسكندري - مصر والسودان‎) es una circunscripción eclesiástica de la Iglesia católica en Egipto, Sudán y Sudán del Sur. Se trata de un territorio dependiente del patriarca de Antioquía de los melquitas de la Iglesia greco-melquita católica, José I Absi. Desde el 25 de junio de 2022 su protosincelo es el obispo Jean-Marie Chami, del Instituto del Prado.

## Territorio y organización
El territorio tiene 3 502 416 km² y extiende su jurisdicción sobre los fieles católicos de rito bizantino greco-melquita residentes en Egipto, Sudán y Sudán del Sur. El territorio es un área dentro del territorio propio de la Iglesia patriarcal, en la cual el patriarca tiene jurisdicción de acuerdo con el canon 101 del Código de los cánones de las Iglesias orientales, que expresa que «En su propia eparquía, en los monasterios estauropégicos y en otros lugares donde no esté establecida una eparquía ni un exarcado, el patriarca tiene los mismos derechos y obligaciones que un obispo eparquial».
La sede del territorio se encuentra en la ciudad de El Cairo, en donde se halla la Catedral de la Resurrección, que junto con la Catedral de la Dormición ubicada en Alejandría, son las dos catedrales patriarcales.
En 2020 en el territorio existían 14 parroquias, de las cuales hay doce en Egipto y una para Sudán y Sudán del Sur (que tiene 60 familias y 300 fieles).
- Catedral de la Resurrección, en El-Zaher (El Cairo)
- San Jorge, en Radwanié (El Cairo)
- Nuestra Señora de la Anunciación, en Choubra (El Cairo)
- San Cirilo, en Heliópolis (El Cairo)
- Inmaculada Concepción, en Héliopolis (El Cairo)
- San José, en Zeitoun (El Cairo)
- Santa María de la Paz, en Garden City (El Cairo)
- Catedral de la Dormición, en Manchié (Alejandría)
- Inmaculada Concepción, en Ibrahimié (Alejandría)
- San José, en Fleming (Alejandría)
- San Pedro (o iglesia Debbané), en Manchié (Alejandría)
- Nuestra Señora de la Dormición, en El Mansura
- Nuestra Señora de la Anunciación, en Tanta
- Nuestra Señora de la Anunciación, en Jartum (en Sudán)

El territorio se subdivide en tres vicariatos patriarcales: Alejandría (asiste también a Libia), El Cairo y Sudán, con archimandritas al frente de los dos primeros y un exarca patriarcal para Sudán y Sudán del Sur. Este último contó hasta 8 iglesias y capillas, pero en la actualidad a causa de la reagrupación de los fieles en Sudán, solo se usa una iglesia, la parroquia de Nuestra Señora de la Anunciación en Jartum, con un sacerdote residente. Fuera de Jartum, todavía hay cinco familias en El Obeid y otras cinco dispersas por todo el país. Los católicos sirios (unas 10 familias) y caldeos de Sudán y Sudán del Sur están bajo el cuidado de la parroquia de Jartum.

## Historia
La Iglesia de Alejandría tradicionalmente traza sus orígenes a la predicación de Marcos el Evangelista en el año 42, quien según la tradición fue su primer obispo. Un sínodo en Alejandría en 318 la reconoció como sede metropolitana, lo que fue confirmado por el Concilio de Nicea I en 325. El emperador Teodosio II en 431 reconoció a Alejandría como sede patriarcal, lo que fue confirmado por el Concilio de Calcedonia en 451. Este concilio condenó al patriarca Dióscoro I de Alejandría por sostener la doctrina monofisita de Eutiquio, por lo que fue depuesto y desterrado por el emperador Teodosio II. Su lugar fue ocupado por Proterio de Alejandría, quien en 457 fue asesinado en una revuelta y el clero egipcio proclamó patriarca a Timoteo II de Alejandría, cuyos primeros actos fueron rechazar el Concilio de Calcedonia y excomulgar al papa León I el Magno y a los patriarcas de Antioquía y Constantinopla. Posteriormente se sucedieron patriarcas monofisitas y calcedonianos hasta que a partir de 536 hubo en Alejandría un patriarca melquita calcedoniano y un patriarca copto monofisita que dio origen a la Iglesia ortodoxa copta. En 642 se produjo la conquista árabe musulmana de Alejandría, que quedó fuera del Imperio bizantino.
El 16 y 17 de julio de 1054 el patriarca de Constantinopla Miguel Cerulario y el cardenal Humberto de Silva Candida se excomulgaron mutuamente formalizando el Cisma de Oriente. El patriarca melquita de Alejandría posteriormente rompió también la comunión con Roma.
Existió desde la época de las Cruzadas en 1215 hasta 1964 el patriarca latino de Alejandría, que finalizó cuando el cargo dejó de ser otorgado por la Santa Sede. 
En el Concilio de Florencia en 1439 el patriarca de Constantinopla José II y el emperador Juan VIII Paleólogo aceptaron la unión con el Occidente esperando su ayuda para salvar a Constantinopla, al que adhirió el patriarca de Alejandría, pero la unión fue repudiada en 1443. Fue restaurada, sin embargo, por el patriarcado de Antioquía en 1457 y por los de Alejandría y de Jerusalén en 1460, pero no sobrevivió a la conquista otomana de Antioquía en 1516 y de Damasco, Jerusalén y Alejandría en 1517. Ninguna de esas uniones prosperó, y aunque los dos últimos emperadores de Constantinopla hicieron profesión de fe católica, no les llegó ninguna ayuda significativa. Luego de la toma de Constantinopla por los turcos otomanos en 1453 el sultán Mehmed II estableció el sistema de millets que puso al patriarca de esa ciudad como máxima autoridad civil sobre la Rum Millet, formada por los cristianos ortodoxos del Imperio, incluyendo a los melquitas. Desde 1534 los patriarcados de Alejandría y de Jerusalén fueron completamente helenizados.
El patriarcado de Antioquía de los melquitas se dividió definitivamente el 20 de septiembre de 1724 entre un patriarca ortodoxo y otro católico. Un decreto de la Congregación de Propaganda Fide publicado el 25 de julio de 1772 dio al patriarca de Antioquía jurisdicción sobre Palestina y Egipto como administrador apostólico de Alejandría y de Jerusalén para los melquitas. Desde 1816 el patriarca de Antioquía designó un vicario para Egipto y Sudán.
El 31 de octubre de 1837 el sultán del Imperio otomano reconoció a los católicos como una millet, y el 23 de mayo de 1848 fue creada a millet melquita. El patriarca Máximo III Mazloum recibió autoridad civil sobre los miembros de su Iglesia en el Imperio otomano, que antes dependía del patriarca ortodoxo de Constantinopla. 
El 13 de enero de 1838 el papa Gregorio XVI reconoció a los patriarcas melquitas ad personam los títulos sobre los patriarcados de Alejandría y Jerusalén, por lo que su título pasó a ser patriarca católico greco-melquita de Antioquía y todo el Oriente, Alejandría y Jerusalén. Los patriarcas nombraron desde entonces vicarios patriarcales para cada sede: Damasco, Alejandría y Jerusalén. En la encíclica Orientalium dignitas del papa León XIII de 30 de noviembre de 1894, el patriarca de Antioquía de los melquitas recibió jurisdicción como territorio propio sobre toda la Iglesia greco-melquita en el Imperio otomano.
En 1992 el vicariato patriarcal de Egipto y Sudán fue renombrado como exarcado patriarcal de Egipto y Sudán y en 1998 adquirió el estatus de territorio dependiente del patriarca, lo cual no es una circunscripción eclesiástica, sino que parte del territorio del patriarcado bajo directa dependencia del patriarca. Tampoco este territorio es el patriarcado de Alejandría, ya que este es solo un título del patriarca melquita. Tras la independencia de Sudán del Sur, en 2012 le fue agregado el nombre de este país. El número de fieles, que en 1940 ascendía a 35 000, se ha reducido mucho.

## Estadísticas
Según el Anuario Pontificio 2021 el territorio tenía a fines de 2020 un total de 6200 fieles bautizados. 
| Año                                                                             | Población            | Población | Población      | Sacerdotes | Sacerdotes    | Sacerdotes    | Bautizados por sacerdote | Diáconos permanentes | Religiosos | Religiosos | Parroquias |
| Año                                                                             | Bautizados católicos | Total     | % de católicos | Total      | Clero secular | Clero regular | Bautizados por sacerdote | Diáconos permanentes | Varones    | Mujeres    | Parroquias |
| ------------------------------------------------------------------------------- | -------------------- | --------- | -------------- | ---------- | ------------- | ------------- | ------------------------ | -------------------- | ---------- | ---------- | ---------- |
| 1970                                                                            | 11 000               | 69 000    | 0              | 19         | 18            | 1             | 578                      |                      |            | 16         | 14         |
| 2005                                                                            | 6500                 | ?         | ?              | 14         | 14            |               | 464                      |                      |            | 17         | 18         |
| 2012                                                                            | 6200                 | ?         | ?              | 18         | 18            |               | 344                      | 2                    |            | 15         | 13         |
| 2015                                                                            | 6200                 | ?         | ?              | 17         | 17            |               | 364                      | 2                    |            | 11         | 13         |
| 2018                                                                            | 6200                 | ?         | ?              | 12         | 12            |               | 516                      | 2                    |            | 12         | 14         |
| 2020                                                                            | 6200                 | ?         | ?              | 12         | 12            |               | 516                      | 2                    |            | 11         | 14         |
| Fuente: Catholic-Hierarchy, que a su vez toma los datos del Anuario Pontificio. |                      |           |                |            |               |               |                          |                      |            |            |            |

## Episcopologio

### Vicarios patriarcales de Egipto y Sudán
- Thomas Qoyoumgi, B.S. † (1835-1836)
- Basil Kfoury † (1837-5 de abril de 1859 falleció)
- Augustin Fattal, B.A. † (1859-1864)
- Ambroise Basile Abdo † (1864-15 de noviembre de 1866 nombrado eparca de Zahlé y Furzol)
- Joannitius Massamiri † (1866-3 de septiembre de 1870 falleció)
- Augustin Fattal, B.A. † (1870-1876) (por segunda vez)
- Thomas Mazloum † (1876-1879)
- Athanasios Nasser † (1879-24 de octubre de 1902 falleció)
- Macarios Saba † (27 de octubre de 1903-25 de junio de 1919 nombrado archieparca de Aleppo)
- Stephen Sukkariyeh † (25 de abril de 1920-25 de noviembre de 1921 falleció)
- Anthony Faraj † (11 de diciembre de 1922'-1928 renunció)
- Dionysios Kfoury, B.S. † (1932-1954 renunció)
- Elias Zoghby † (2 de septiembre de 1954-9 de septiembre de 1968 nombrado archieparca de Baalbek)
- Paul Antaki † (9 de septiembre de 1968-21 de junio de 2001 renunció)
- Joseph Jules Zerey (22 de junio de 2001-1992 nombrado exarca patriarcal)

### Exarcas patriarcales de Egipto y Sudán
- Joseph Jules Zerey (1992-1998 nombrado protosincelo)

### Protosincelos de Egipto y Sudán
- Joseph Jules Zerey (1998-4 de junio de 2008 nombrado vicario patriarcal de Jerusalén)
- Georges Michel Bakar, Inst. del Prado (4 de junio de 2008-2012)

### Protosincelos de Egipto, Sudán y Sudán del Sur
- Georges Michel Bakar, Inst. del Prado (2012- 25 de junio de 2022 retirado)
- Jean-Marie Chami, Ist. del Prado, desde el 25 de junio de 2022